# Denny Morrison
Denny Morrison (Chetwynd, 8 settembre 1985) è un pattinatore di velocità su ghiaccio canadese, campione olimpico nell'inseguimento a squadre ai Giochi di Vancouver 2010.

## Olimpiadi
- 4 medaglie:
  - 1 oro (inseguimento a squadre a Vancouver 2010);
  - 2 argenti (inseguimento a squadre a Torino 2006; 1000 m a Soči 2014);
  - 1 bronzo (1500 m a Soči 2014).

### Campionati mondiali - Distanza singola
- 9 medaglie:
  - 2 ori (1500 m a Nagano 2008; 1500 m a Heerenveen 2012);
  - 4 argenti (1000 m, inseguimento a squadre a Salt Lake City 2007; 1000 m a Vancouver 2009; inseguimento a squadre a Inzell 2011);
  - 3 bronzi (1500 m a Salt Lake City 2007; 1000 m a Nagano 2008; 1500 m a Vancouver 2009)